# Cryptopelta
Cryptopelta is een geslacht van slangsterren uit de familie Ophiodermatidae.

## Soorten
- Cryptopelta aster (Lyman, 1879)
- Cryptopelta brevispina (Ludwig, 1879)
- Cryptopelta callista H.L. Clark, 1938
- Cryptopelta granulifera H.L. Clark, 1909
- Cryptopelta keiensis Mortensen, 1933
- Cryptopelta longibrachialis Koehler, 1930
- Cryptopelta tarltoni Baker, 1974
- Cryptopelta tecta Koehler, 1922